# Hexachernes pennatus
Genre
Espèce
Hexachernes pennatus, unique représentant du genre Hexachernes, est une espèce de pseudoscorpions de la famille des Chernetidae.

## Distribution
Cette espèce est endémique du Guatemala. Elle se rencontre vers Cubilhuitz.

## Publication originale
- Beier, 1953 : Pseudoscorpione aus El Salvador und Guatemala. Senckenbergiana biologica, vol. 34, p. 15-28.